# Gyrinus suspiciosus
Gyrinus suspiciosus is een keversoort uit de familie van schrijvertjes (Gyrinidae). De wetenschappelijke naam van de soort is voor het eerst geldig gepubliceerd in 1930 door Ochs.